# Elaphoglossum lehmannianum
Elaphoglossum lehmannianum là một loài dương xỉ trong họ Dryopteridaceae. Loài này được Christ mô tả khoa học đầu tiên năm 1899.